# Nelvy Bustamante
Nelvy Bustamante (1 de diciembre de 1959, Marcos Juárez, Córdoba, Argentina) es una escritora  argentina dedicada a la literatura infantil y juvenil.
Recibió premios nacionales e internacionales, por sus escritos literarios, que fueron incluidos en diarios, revistas y libros de textos.

## Biografía
En el año 1984 se radicó en la ciudad de Trelew, Chubut, dónde ejerció la docencia en nivel medio, superior y universitario. Ha coordinado diversos talleres de lectura y escritura para niños y dicta cursos de literatura infantil para docentes y bibliotecarios.

## Obras
Entre sus obras más destacadas se encuentran:
- Cuentan en la Patagonia (Sudamericana, 2005)

- La leyenda del pingüino (Sudamericana, 2006)

- Versos para sacar de un sombrero (Ministerio de Educación, Ciencia y Tecnología de la Nación, Campaña Nacional de Lectura, 2006)
- La leyenda del ñandú (Sudamericana, 2008)
- La araña que vuela (Sudamericana, 2008)
- El libro de los fantasmas (Ruedamares, 2012; Savanna Books, 2018)
- Santino y el río (Longseller, 2013)
- Santino y su gato (Longseller2013)
- Jacinto no sabe decir miau (Tinta Fresca, 2013)
- Adentro de este dedal hay una ciudad (Edelvives, 2014)
- Orejas negras, orejas blancas (Ruedamares, 2015)
- Los mundos invisibles (Edelvives, 2017)
- Hormigas con patas de tinta (Penguin Random House, 2017)
- Microcosmos (Ediciones de la Terraza, 2018)
- El color del cristal (Tinta Fresca, 2019)

## Premios
Entre otros, recibió los siguientes premios:
- Destacado de la Asociación de Literatura Infantil y Juvenil de la Argentina (ALIJA) por el libro Cuentan en la Patagonia en el rubro: Rescate de la tradición oral.
- Mención especial en el Premio Nacional de Literatura infantil otorgado en 2012 por la Secretaría de Cultura de la República Argentina por su obra El libro de los fantasmas.
- Destacado de la Fundación Cuatrogatos por el libro Orejas negras, orejas blancas.
- Tercer Premio Nacional de Literatura infantil otorgado en 2019 por la Secretaría de Cultura de la República Argentina por su obra Adentro de este dedal hay una ciudad.
- Destacado de la Asociación de Literatura Infantil y Juvenil de la Argentina (ALIJA) por el libro Microcosmos en el rubro: Labor editorial.